# Кіжингинський район
Кіжингинський район (рос. Кижингинский район, бур. Хэжэнгын аймаг) — адміністративна одиниця Республіки Бурятія Російської Федерації.
Адміністративний центр — село Кіжинга.

## Історія
У 1919 році, коли Забайкалля контролювалося антибільшовицькими силами отамана Семенова, у районі була проголошена бурятська теократична держава Кодунай эрхидж балгасан. Біла, а потім і червона влада застосувала репресії до учасників руху за створення держави.

## Адміністративний поділ
До складу району входять 9 сільських поселень:
1. Верхнєкіжингинське — у. Едермег
2. Верхнєкодунське — у. Чесан
3. Кіжингинське — с. Кіжинга
4. Могсохонське — у. Могсохон
5. Нижньокодунське — у. Усть-Орот
6. Новокіжингинське — с. Новокіжингинськ
7. Среднєкодунське — у. Улзите
8. Сулхаринське — с. Сулхара
9. Чесанське — у. Загустай